# Rue de la Bienfaisance (Saint-Josse-ten-Noode)
Pour les articles homonymes, voir Rue de la Bienfaisance.
La rue de la Bienfaisance (en néerlandais: Weldadigheidstraat) est une rue bruxelloise de la commune de Saint-Josse-ten-Noode qui va de la rue du Progrès à la rue du Marché.